# Pim Ligthart

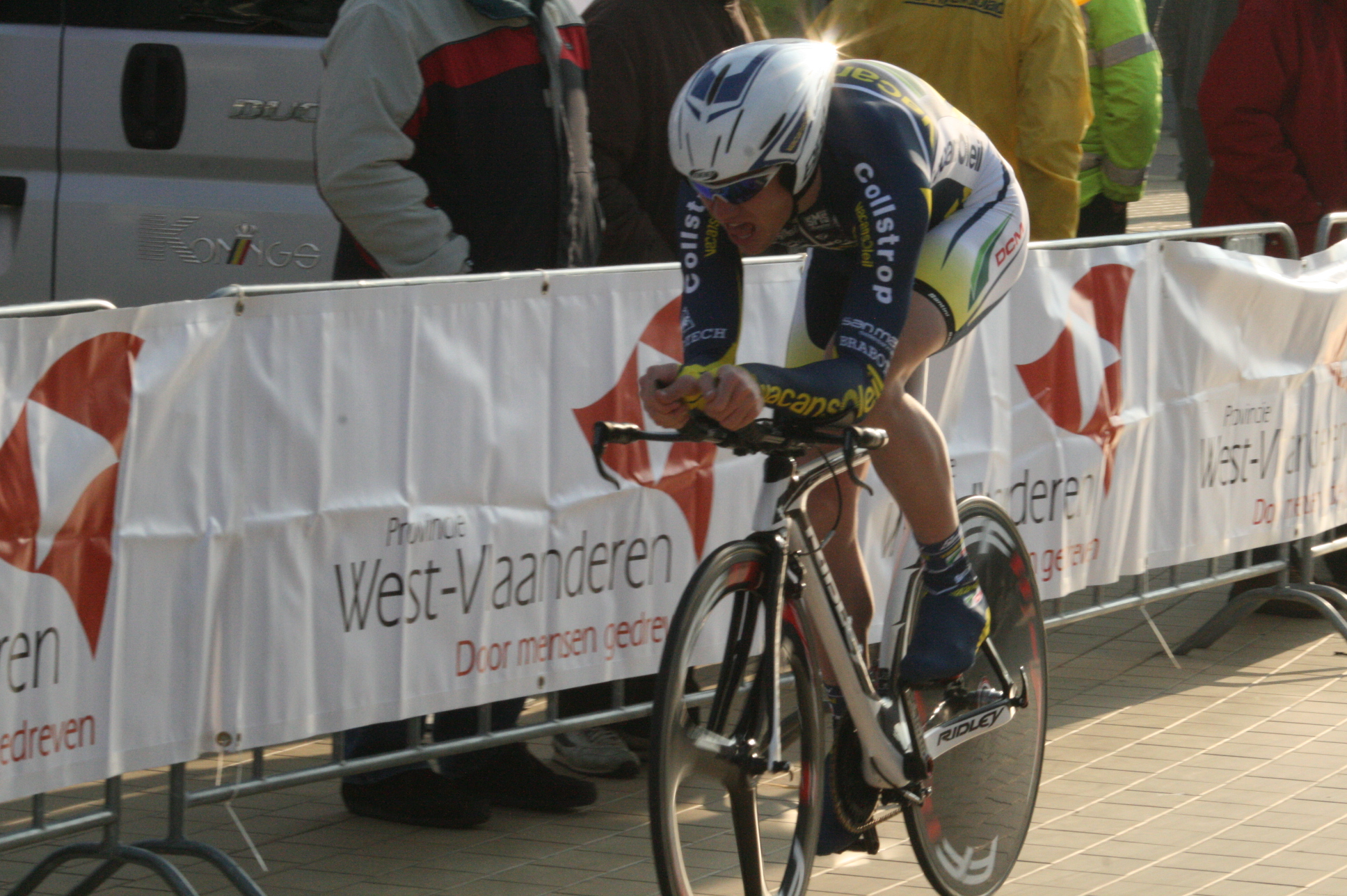
Tijdens de proloog van Driedaagse van West-Vlaanderen

Pim Ligthart (Hoorn, 16 juni 1988) is een Nederlands voormalig wielrenner. Ligthart begon in het baanwielrennen, waar hij meerdere nationale titels won. Later ontplooide hij zich ook als wegwielrenner, met als hoogtepunt zijn titel als Nederlands kampioen op weg van 2011.

## Loopbaan
In maart 2008 kreeg hij bij de wereldkampioenschappen in Manchester van de UCI een startverbod, omdat door een parvovirus zijn bloedwaardes niet goed waren. Een paar weken later werd dit verbod weer opgeheven. Hij was geselecteerd als reserve bij de ploegenachtervolging en de puntenkoers op de Olympische Spelen van 2008 in Peking. In november 2010 tekende Ligthart een tweejarig  profcontract bij Vacansoleil-DCM. Op 26 juni 2011 boekte hij zijn grootste succes door het NK Wielrennen op de weg te winnen. In 2013 pakte hij een etappezege in de Ster ZLM Toer, terwijl hij in 2014 de bergtrui in Parijs-Nice pakte.

## Belangrijkste resultaten

### Baanwielrennen
| Jaar     | NK                                     | EK       | WK       | Overig                     |
| Junioren | Junioren                               | Junioren | Junioren | Junioren                   |
| -------- | -------------------------------------- | -------- | -------- | -------------------------- |
| 2005     |                                        |          |          |                            |
| Elite    |                                        |          |          |                            |
| 2006     | 50km, Puntenkoers, Scratch, Ploegkoers |          |          |                            |
| 2007     | Puntenkoers, 50km, Scratch, Ploegkoers |          |          | UIV Cup München            |
| 2008     |                                        |          |          | WB Kopenhagen: Puntenkoers |
| 2009     |                                        |          |          | 6daagse Apeldoorn          |
| 2010     |                                        |          |          |                            |
| 2011     |                                        |          |          |                            |
| 2012     |                                        |          |          | 6daagse Amsterdam          |
| 2013     |                                        |          |          |                            |
| 2014     |                                        |          |          |                            |
| 2015     | Puntenkoers                            |          |          |                            |

### Wegwielrennen
2006
2e etappe Ronde van Istrië
2007
Hel van Voerendaal
2009
2e etappe Tour de Moselle
2011
Bergklassement Internationaal Wegcriterium
Hel van het Mergelland
Jongerenklassement Ronde van België
 Nederlands kampioen op de weg, Elite
2013
4e etappe Ster ZLM Toer
2014
Bergklassement Parijs-Nice
2015
GP La Marseillaise
1e etappe deel A Ruta del Sol
Bergklassement Ronde van Denemarken
2019
Ronde van Drenthe

### Resultaten in voornaamste wedstrijden
| Jaar | Ronde van Italië | Ronde van Frankrijk | Ronde van Spanje |
| ---- | ---------------- | ------------------- | ---------------- |
| 2011 |                  |                     | 108e             |
| 2012 |                  |                     | 126e             |
| 2013 | 161e             |                     |                  |
| 2014 |                  |                     | 127e             |
| 2015 |                  |                     |                  |
| 2016 | 124e             |                     |                  |
| 2017 |                  |                     |                  |
| 2018 |                  |                     |                  |
| 2019 |                  |                     |                  |
| 2020 |                  |                     | opgave           |

| Jaar | Milaan-San Remo | Gent-Wevelgem | Ronde van Vlaanderen | Parijs-Roubaix | Amstel Gold Race | Luik-Bast.‑Luik | Ronde van Lombardije | Kuurne-Brussel-Kuurne | Waalse Pijl | Eschborn-Frankfurt |  | WK op de weg |  | Wereldranglijsten |
| ---- | --------------- | ------------- | -------------------- | -------------- | ---------------- | --------------- | -------------------- | --------------------- | ----------- | ------------------ |  | ------------ |  | ----------------- |
| 2011 |                 |               |                      |                | 129e             |                 |                      |                       | 68e         |                    |  | 21e          |  | 202e (UWT)        |
| 2012 | 106e            | 78e           |                      | opgave         | 112e             |                 |                      |                       |             |                    |  |              |  | 216e (UWT)        |
| 2013 |                 |               |                      |                | 77e              | opgave          |                      |                       |             |                    |  |              |  |                   |
| 2014 | opgave          |               | opgave               |                | 82e              |                 | opgave               |                       |             |                    |  |              |  | 194e (UWT)        |
| 2015 |                 | opgave        |                      |                | 123e             |                 |                      | 85e                   | opgave      |                    |  | 99e          |  |                   |
| 2016 | 126e            |               | 63e                  |                | opgave           |                 |                      | 71e                   |             |                    |  |              |  |                   |
| 2017 |                 | 58e           | 29e                  | 52e            | 74e              |                 |                      | 74e                   |             | 5e                 |  |              |  |                   |
| 2018 |                 | 82e           | 72e                  |                | 41e              |                 |                      | 4e                    |             |                    |  |              |  |                   |
| 2019 |                 | opgave        | opgave               | opgave         |                  |                 |                      |                       |             |                    |  |              |  |                   |
| 2020 |                 |               |                      |                |                  |                 |                      |                       |             |                    |  |              |  |                   |

## Ploegen
- 2007 –  KrolStonE Continental Team
- 2008 –  KrolStonE Continental Team
- 2010 –  Vacansoleil Pro Cycling Team (stagiair vanaf 1-8)
- 2011 –  Vacansoleil-DCM Pro Cycling Team
- 2012 –  Vacansoleil-DCM Pro Cycling Team
- 2013 –  Vacansoleil-DCM Pro Cycling Team
- 2014 –  Lotto-Belisol
- 2015 –  Lotto Soudal
- 2016 –  Lotto Soudal
- 2017 –  Roompot-Nederlandse Loterij
- 2018 –  Roompot-Nederlandse Loterij
- 2019 –  Direct Énergie
- 2020 –  Total Direct Énergie